# Armin Garnreiter
Armin Garnreiter (* 24. Juli 1958 in Burghausen) ist ein deutscher Bogenschütze.

## Biografie
Garnreiter wurde zwischen 1976 und 2009 elffacher Deutscher Meister sowie als Mitglied der FSG Tacherting 2002, 2004 und 2008 Deutscher Mannschaftsmeister. Armin Garnreiter belegte 2009 bei der Deutschen Meisterschaft-FITA 2009 in Tacherting den 1. Platz in der Schützenklasse. Bei der DM-FITA 2011 in Feucht belegte Garnreiter den 3. Platz.
1979 gewann er als Mitglied der deutschen Mannschaft bei der Weltmeisterschaft in Berlin die Silbermedaille. Mit 351 Ringen stellte er dabei einen neuen deutschen Rekord auf 30 m auf. Bei den Olympischen Sommerspielen 1984 in Los Angeles belegte Garnreiter im Einzel den zehnten Rang.